# Цифровая кинокамера
Цифрова́я кинока́мера — видеокамера высокого разрешения, предназначенная для съёмки кинофильмов по бесплёночной цифровой технологии. Для преобразования света в цифровые видеоданные такие кинокамеры используют ПЗС- или КМОП-матрицы. Цифровая технология фильмопроизводства позволяет обходиться полностью без киноплёнки, от съёмки исходного материала до демонстрации на экране при помощи цифровых кинопроекторов. Кроме того, с полученного такой кинокамерой цифрового фильма возможна печать фильмокопий на киноплёнке при помощи фильм-рекордера и их демонстрация обычным кинопроектором в обычных кинотеатрах, не оснащённых цифровым оборудованием.

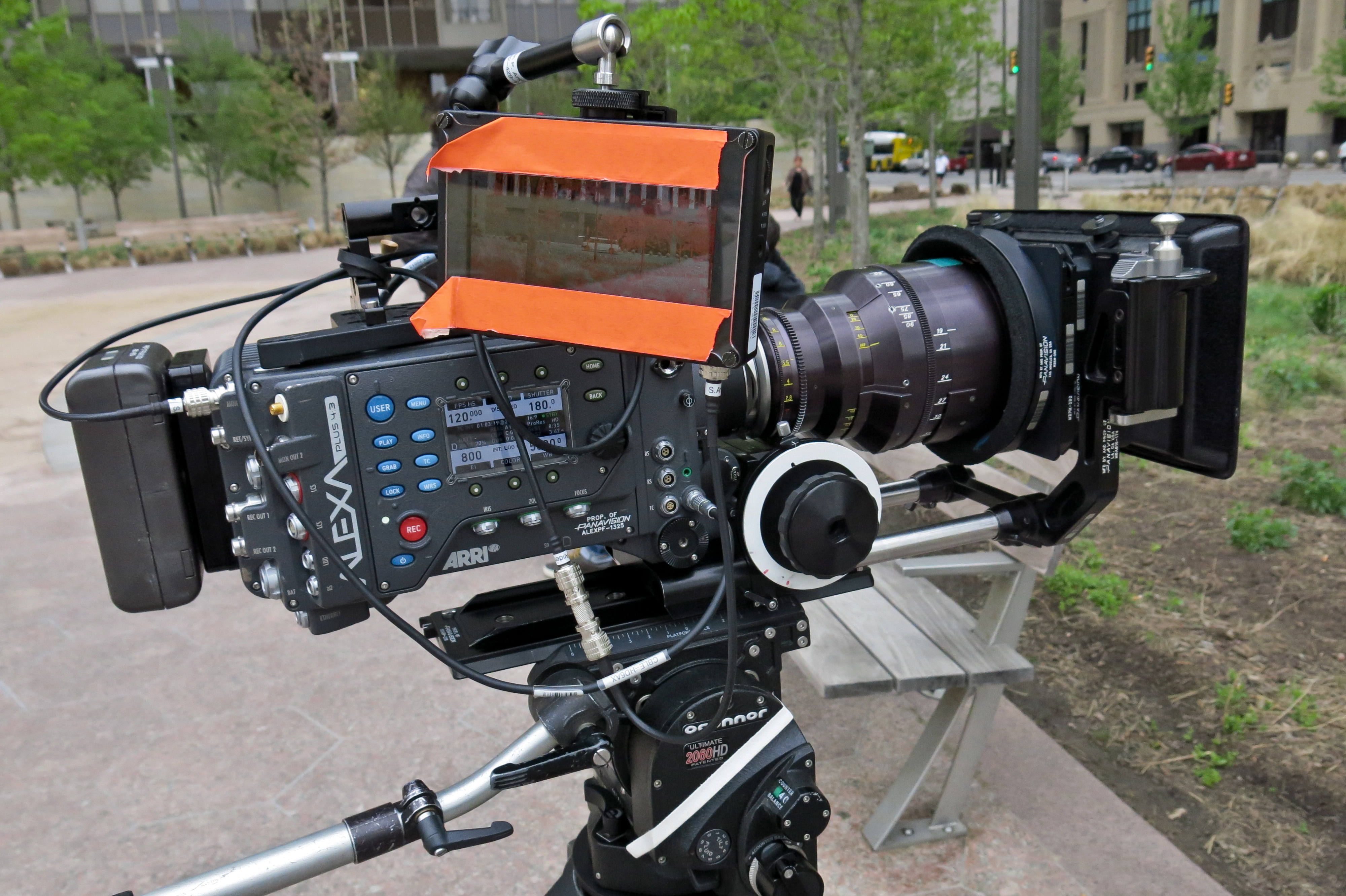
Цифровая кинокамера «Arri Alexa»

## Конструкция

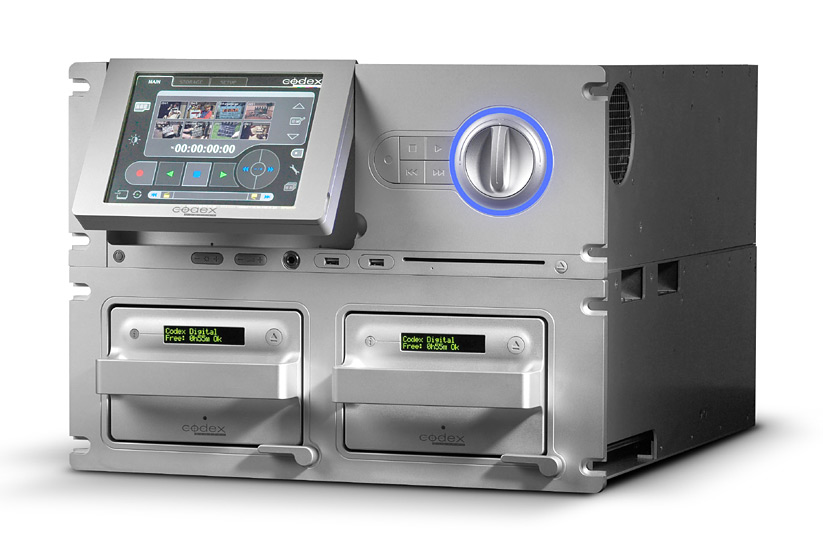
Внешний рекордер Codex для записи изображения цифровой кинокамеры.

Большинство существующих цифровых кинокамер использует киносъёмочные объективы, рассчитанные на работу с киноплёнкой. Поэтому физический размер матриц подбирается таким же, как размеры кадра существующих форматов киноплёнки. Это часто отражается в названии таких кинокамер — например, Phantom 65, что говорит о размере сенсора, соответствующего широкоформатной негативной киноплёнке шириной 65 мм.
За редким исключением, цифровая кинокамера не имеет движущихся механизмов, что делает её бесшумной, в отличие от традиционного киносъёмочного аппарата. Это избавляет от необходимости применения специальной шумоизоляции для проведения синхронных киносъёмок. Запись полученного с матрицы изображения производится на внешний рекордер или съёмную твердотельную память большой ёмкости, например, карточки SxS. Визирование и наводка на резкость производятся оператором при помощи электронного видоискателя. Звук с выносных микрофонов или микшера записывается на тот же носитель, что и изображение. Для этого предусматриваются несколько звуковых входов профессиональных стандартов. Камера обязательно оснащается функцией записи временного кода вместе с изображением для последующей синхронизации со звуком, если он записан внешним рекордером, или с изображением других камер при многокамерной съёмке.

## Отличия от видеокамер
В отличие от традиционных видеокамер, предназначенных для тележурналистики или внестудийного видеопроизводства, цифровые кинокамеры, использующие стандартную киносъёмочную оптику, дают изображение, повторяющее по своему характеру (глубина резкости, угол поля зрения) изображение, получаемое на киноплёнке. Одна из важнейших особенностей заключается в возможности выбора значения гамма-коррекции, сопоставимой с характеристической кривой киноплёнки. Кроме того, они функционально построены таким образом, чтобы технология обслуживания и управления камерой не отличались от традиционного киносъёмочного аппарата. Съёмочный процесс с цифровой камерой почти ничем не отличается от привычного для операторской группы, за исключением дополнительных возможностей управления изображением. 
В таких кинокамерах не применяется чересстрочная развёртка и стандартная частота смены кадров выбирается равной частоте киносъёмки — 24 кадра в секунду. Поэтому временна́я дискретность изображения соответствует плёночной, что придаёт ему кинематографический характер. Ещё одно принципиальное отличие цифровой кинокамеры от видеокамер — минимальная глубина цвета не должна быть ниже 10 бит для получения изображения без эффекта «пикселизации». Это приближает качество получаемого изображения к кинематографическому, расширяя динамический диапазон. Все цифровые кинокамеры имеют возможность получения видеоданных в несжатом формате RAW, например ARRIRAW или REDCODE RAW. Некоторые цифровые кинокамеры кроме электронного видоискателя дополнительно оснащаются оптическим сопряжённым визиром и механическим обтюратором. Последний исключает артефакты движения, свойственные КМОП-матрицам, и обеспечивает работу сопряжённого визира.

## Технические параметры
Наибольшее распространение в цифровых кинокамерах получило использование одного сенсора «Супер-35». Он соответствует по физическим размерам кадру киноплёнки производственного формата «Супер-35» и превосходит кадр обычного формата. Большинство кинокамер с таким сенсором рассчитано на использование как сферических объективов, так и анаморфотной оптики для съёмки фильмов с широким экраном и последующим цифровым дезанаморфированием. Встречаются цифровые кинокамеры с одним сенсором формата «Супер-16», а также с тремя матрицами 2/3 дюйма высокого разрешения. Основной тип присоединения объективов, применяемый в одноматричных цифровых кинокамерах — PL, соответствующий стандартному киносъёмочному байонету Arri.
Разрешающая способность в цифровом кино имеет своё обозначение. На сегодняшний день существуют два основных стандарта разрешения цифрового кино — 2К и 4К. Первый соответствует количеству пикселей 2048×1080. Второй — в зависимости от соотношения сторон кадра до 4096×2304. Так, цифровая кинокамера Arriflex D-21 обладает сенсором «Супер-35» с максимальным разрешением 2880×2160 пикселей. Однако, существуют цифровые камеры с разрешением 8К и выше, например, Sony F65 CineAlta с широкоформатной матрицей 8768×2324 пикселей. Цифровая технология позволяет получать высококачественное изображение 3D (стереокино) и кинокамеры оснащаются специальными насадками для съёмки стереопары или создаются комбинации из двух идентичных камер. Полученный стереофильм также можно демонстрировать в обычном формате 2D, поэтому многие фильмы снимаются сразу в 3D для показа в различных вариантах.

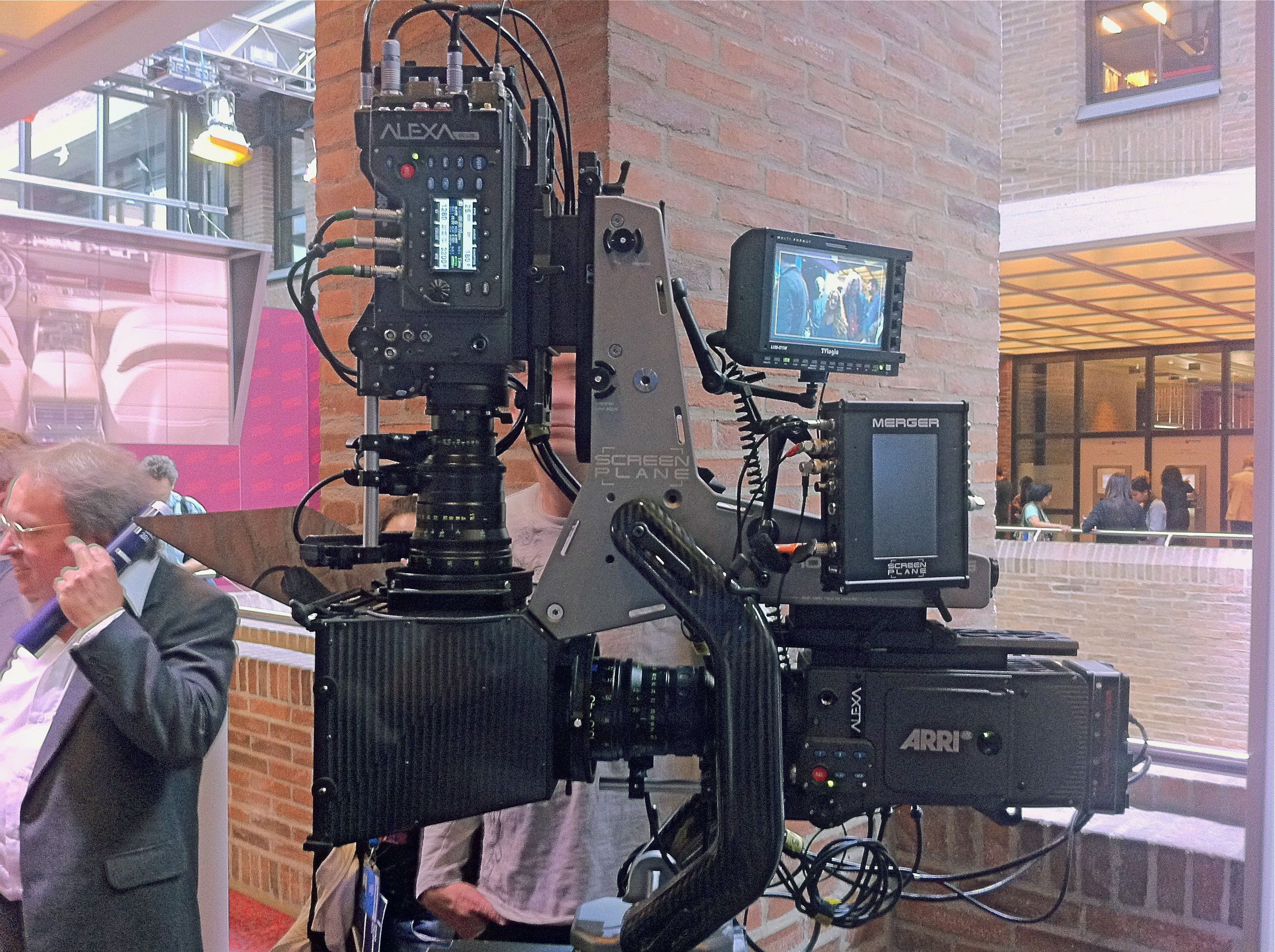
Комбинация из двух цифровых кинокамер Arri Alexa для 3D-киносъёмки

Размеры изображений, формируемых цифровыми кинокамерами.
| Разрешение/ формат | Ширина, пикселей | Высота, пикселей | Соотношение сторон кадра |
| ------------------ | ---------------- | ---------------- | ------------------------ |
| 6,5K               | 6560             | 3100             | 2,11:1                   |
| 4,5K               | 4480             | 1920             | 2,33:1                   |
| 4K                 | 4096             | 2304             | 1,85:1                   |
| 4K / стандарт      | 4096             | 2048             | 2:1                      |
| 4K / 16:9          | 3840             | 2160             | 1,78:1                   |
| 4K / анаморф       | 2816             | 2304             | 2,44:1                   |
| 3K / 16:9          | 3072             | 1728             | 1,78:1                   |
| 3K / стандарт      | 3072             | 1536             | 2:1                      |
| 3K / анаморф       | 2112             | 1778             | 2,44:1                   |
| 2K / 16:9          | 2048             | 1152             | 1,78:1                   |
| 2K / стандарт      | 2048             | 1024             | 2:1                      |
| 2K / анаморф       | 1408             | 1152             | 2,44:1                   |

Разрешение свыше 4К избыточно, так как большинство существующих цифровых кинотеатров оборудовано проекторами с разрешением 2К. Кинотеатров с оборудованием 4К пока очень немного. Избыточное разрешение кинокамер используется для расширения возможностей обработки и создания спецэффектов или фильмов высокого разрешения, предназначенных для демонстрации в специальных кинотеатрах по системе IMAX Digital Theatre System.
Главный недостаток цифровых кинокамер по сравнению с плёночными — меньший динамический диапазон. Также цифровое кино пока уступает по своей разрешающей способности формату IMAX, теоретическое разрешение которого достигает 70 мегапикселей. Однако цифровые технологии развиваются настолько быстро, что современные светочувствительные матрицы обеспечивают близкий к киноплёнке диапазон передаваемых яркостей до 11 ступеней и большую разрешающую способность. Производители цифровых кинокамер RED в модели Epic добавили функцию HDRx, позволяющую делать не одну, а две экспозиции за время съёмки каждого кадра. Вторая экспозиция существенно меньше первой, что даёт возможность при дальнейшей обработке отснятого материала получать изображение с динамическим диапазоном до 18 экспозиционных ступеней. Полное отсутствие механических повреждений фильма и стабильность цифрового кинопоказа позволили цифровым кинокамерам превзойти по качеству изображения большинство плёночных форматов.

## Производители

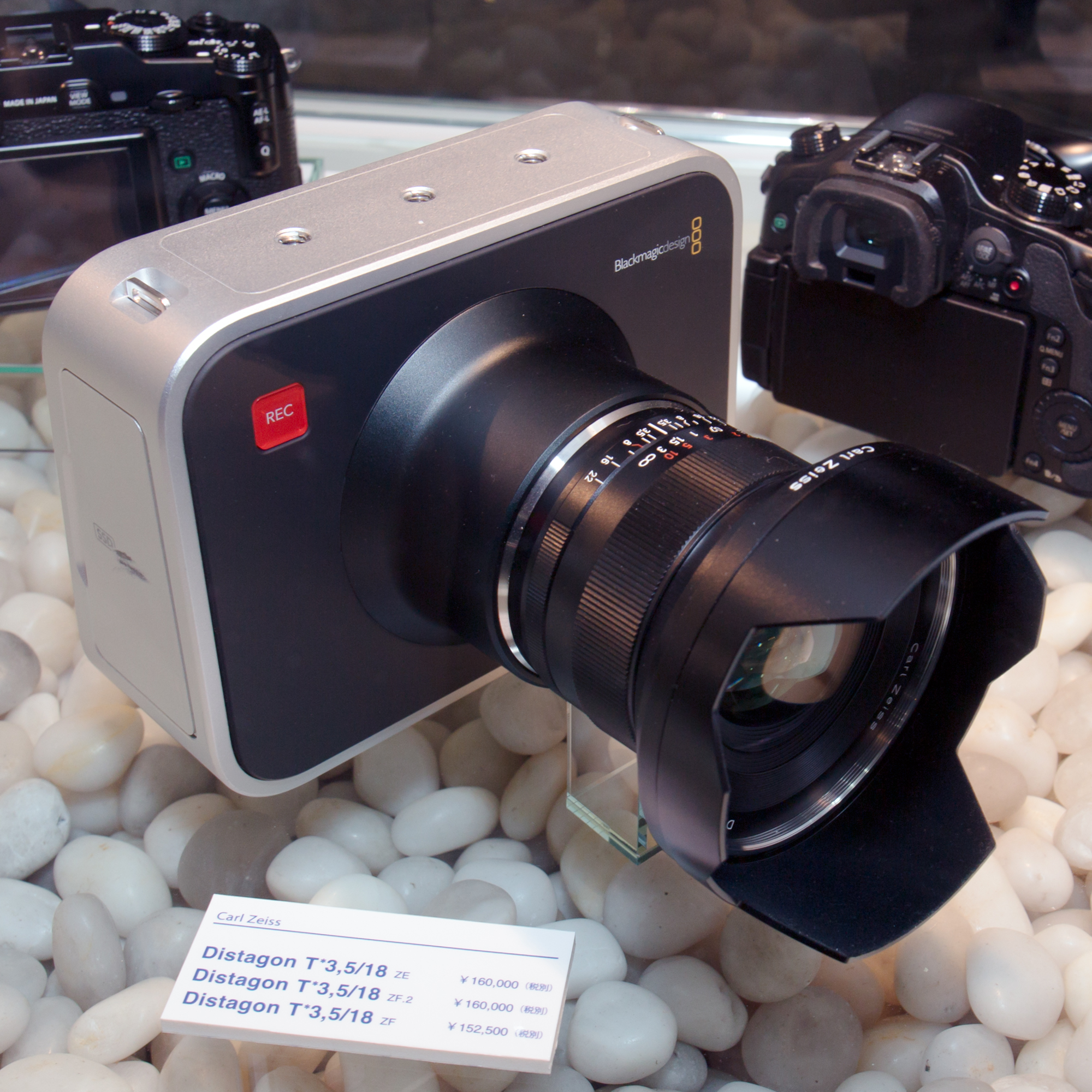
Цифровая кинокамера «Blackmagic»

Первой в мире цифровой кинокамерой считается трёхматричная Sony HDW-F900 Cine Alta, созданная в результате совместных усилий компаний Panavision, Sony и Lucas film. Камера давала изображение в стандарте HDTV 1080p24. Первым фильмом, в котором использованы сцены, снятые этой камерой, стала картина «Звёздные войны. Эпизод II: Атака клонов». Более поздние цифровые кинокамеры работали в стандартах цифрового кинематографа, сохраняя разрешение ТВЧ как одну из дополнительных настроек. В 2004 году на рынке появилась камера Arriflex D20 с одной матрицей, зеркальным обтюратором и оптическим видоискателем. Эта камера, как и все последующие, не использовала стандарты ТВЧ, формируя изображение разрешением 6 мегапикселей кинематографического качества.
Основными производителями цифровых кинокамер на международном рынке на сегодняшний день выступают Arriflex, Panavision, Sony, Silicon Imaging, Vision Research (камеры Phantom), а также созданная в 1999 году в США Red Digital Cinema Camera Company, выпускающая обширную линейку камер «Red». Камеры всех производителей обладают модульной конструкцией и совместимы с большинством систем киносъёмочной оптики и оборудования.
Компания «Кэнон» в 2011 году также запустила производство бюджетных цифровых кинокамер с сенсором «Супер-35» и линейкой специально разработанных киносъёмочных объективов. В России цифровые кинокамеры выпускает компания Kinor.
Первая цифровая камера с 6.5k-разрешением - ALEXA 65 компании ARRI Rental.
Наиболее известные цифровые кинокамеры различных производителей
| Производитель                 | Модель               | Тип                                               | Формат и тип сенсора      | Разрешение, мегапиксели | Получаемое изображение                    | Частота съёмки к/сек              | Крепление объектива                                                                            | Тип видоискателя                                       | Глубина цвета, формат данных         | Масса, кг          | Размеры, мм                     | год  |
| ----------------------------- | -------------------- | ------------------------------------------------- | ------------------------- | ----------------------- | ----------------------------------------- | --------------------------------- | ---------------------------------------------------------------------------------------------- | ------------------------------------------------------ | ------------------------------------ | ------------------ | ------------------------------- | ---- |
| Panavision / Sony             | Genesis / F35        | Камера с внешним рекордером                       | 16:9 «Супер-35» одна ПЗС  | ~ 4600×2500, 12,4 Мп    | 1080p 1920x1080, 16:9                     | 1-50                              | Panaflex / Arri PL                                                                             | Электронный                                            | 10 бит RGB444                        | >8                 |                                 | 2005 |
| ARRI                          | Alexa                | Камера со сменным накопителем SxS                 | 16:9 «Супер-35» одна КМОП | 3392×2200               | 2880×1620 1920 x 1080 (HD 16:9)           | 0,75-60; 0,75-30 в режиме ARRIRAW | Arri PL                                                                                        | Электронный (оптический визир при неработающей камере) | 12 bit RGB444 10 бит YCbCr422        | 6,3                | 330×160×160                     | 2010 |
| P+S Technik                   | PS-Cam X35           | Камера со встроенным буфером и внешним рекордером | 16:9 одна КМОП            | 1920×1080               | 1920×1080 (HD 16:9)                       | 1—450                             | Сменная система крепления: B4 2/3, C, Arri PL, Canon EF и FD, Nikon F, Leica R и M, Panavision | Электронный                                            | 10 бит 12 бит RAW                    | 7,5                | 340×160×180                     | 2011 |
| P+S Technik / Silicon Imaging | SI-2K                | Камерная головка                                  | 16:9 одна КМОП 2/3"       | 2048×1152, 2.4 Мп       | 2K 2048×1152 1920×1080                    | 25-150                            | Сменная система крепления: B4 2/3, C, Arri PL, Canon EF и FD, Nikon F, Leica R и M, Panavision | Электронный и оптический                               | 10 бит log RAW 12 бит lin RAW        | 7,25 0,6 (головка) | 290×210×160 105×70×45 (головка) | 2007 |
| Red                           | One                  | Камера с внешним рекордером                       | 16:9 «Супер-35» одна КМОП | 4900×2580, 12,6 Мп      | 2540p , 4K 4520×2540 16:9                 | <1-120                            | Arri PL, Canon Nikon, B4 2/3                                                                   | Электронный и оптический                               | 10 бит RGB444 12 бит RAW             | >4.5               | 300×130×160                     | 2007 |
| Dalsa                         | Origin               | Камера с внешним рекордером                       | 16:9 «Супер-35» одна ПЗС  | 4096×2048, 8,2 Мп       | 4K 4096×2048 16:9                         | 24—30                             | Arri PL                                                                                        | Оптический                                             | 16 бит lin RAW                       | >10                |                                 | 2006 |
| Sony                          | F23                  | Камера с внешним рекордером                       | 16:9 3CCD 2/3             | 3×2,2=6,6 Мп            | 1080p 1920×1080 16:9                      | 1-60                              | B4 2/3                                                                                         | Электронный                                            | <30 10 бит RGB444 >30p 10 бит YUV422 | >5                 |                                 | 2007 |
| Thomson                       | Viper                | Камера с внешним рекордером                       | 16:9 3CCD 2/3             | 3×9,2=27,6 Мп           | 1080p 1920×1080 16:9                      | 24,25,30 - 1080 50,60 - 720       | B4 2/3                                                                                         | Электронный черно-белый                                | 10 бит RGB444 10 бит YUV422          | >4,2               | 210×130×240                     | 2003 |
| Canon                         | C300 PL              | Камера с накопителем CF                           | «Супер-35» одна КМОП      | 3840×2160 8,3 Мп        | 1080p 1920×1080 16:9                      | 1-60                              | Arri PL                                                                                        | Электронный                                            | 8 бит MPEG 422                       | 1,5                | 133×179×177 (головка)           | 2011 |
| Kinor                         | DC4K                 | Камера с внешним рекордером                       | 22-мм одна КМОП           | 4608×1920 8,8 Мп        | 2,35:1                                    | 1-150                             | Arri PL                                                                                        | Электронный                                            | 10 бит RAW                           | 2,4                | 210×132×124                     | 2010 |
| Blackmagic                    | Production Camera 4K | Камера со сменным накопителем 2,5 дюйма           | «Супер-35»                | 4000×2160               | 4K 4000×2160 ProRes 3840×2160 и 1920×1080 | 23,98; 24; 25; 29,97 и 30         | Canon EF                                                                                       | Встроенный сенсорный ЖК-экран                          | 12 бит RAW                           | 1,7                | 22×11,88                        |      |

## Применение
В настоящее время цифровые кинокамеры используются для съёмки кинофильмов наравне с плёночными киносъёмочными аппаратами. В отличие от последних, бесплёночная технология полностью исключает киноплёнку и её лабораторную обработку, удешевляя, упрощая и ускоряя кинопроизводство. Кроме того, исключение высокотоксичных фотопроцессов делает его более экологичным. Некоторые современные фильмы полностью снимаются цифровыми камерами. Однако, несмотря на все преимущества цифровой съёмки, традиционные киносъёмочные аппараты не сдают своих позиций благодаря относительной дешевизне аренды и другим достоинствам. Современная технология кинопроизводства предусматривает сканирование получаемого плёночного негатива и дальнейшую обработку и монтаж фильма с помощью компьютера по технологии Digital Intermediate, такой же, как и в случае использования цифровой камеры. Так что зачастую в пределах одного фильма разные сцены и части могут сниматься как традиционными киносъёмочными аппаратами, так и цифровыми кинокамерами.

## Взаимопроникновение технологий
Совершенствование видеокамер, рассчитанных на стандарты высокой чёткости, приблизило уровень качества телевизионного изображения к кинематографическому. Поэтому сегодня зачастую невозможно провести чёткую грань между цифровыми кинокамерами и видеокамерами, в некоторых случаях используемых для цифрового кинопроизводства, несмотря на небольшой размер матриц и малые фокусные расстояния. Появилась разновидность оптических DOF-адаптеров, позволяющая использовать с видеокамерами киносъёмочную оптику формата 35-мм. При этом матрица небольшого размера фиксирует полный кадр, формируемый объективом на промежуточной оптической поверхности адаптера. Получаемое изображение ничем не отличается от снятого таким же объективом непосредственно на большую матрицу.
С появлением цифровых однообъективных зеркальных фотокамер, оснащённых функцией видеозаписи, многие кинопродюсеры с небольшими бюджетами получили возможность снимать исходный киноматериал при помощи таких камер. Благодаря применению «полнокадрового» сенсора размером 24×36 миллиметров, значительно превосходящего размер кадра киноплёнки формата «Супер-35» и большинства цифровых кинокамер, качество видео, получаемое таким фотоаппаратом, практически не уступает качеству профессиональных кинокамер, за исключением невозможности записи несжатого изображения и недостаточной глубины цвета. Кроме того, стоимость фотоаппарата или его аренды в несколько раз ниже стоимости аренды профессиональной цифровой кинокамеры. Дальнейшее развитие эта тенденция получила с появлением нового класса аппаратуры: беззеркальных фотоаппаратов с функцией видеозаписи.
Многие низкобюджетные кинофильмы уже снимаются с использованием фотокамер. Даже высокобюджетный кинематограф в некоторых случаях прибегает к использованию такой технологии: известно, что до 40 % исходных материалов картины Стивена Спилберга „Приключения Тинтина: Тайна «Единорога»“ сняты цифровыми фотоаппаратами. Неожиданный успех в сфере цифрового кинематографа привёл к появлению нового класса фотоаппаратов, специально проектируемых для возможности профессиональной цифровой киносъёмки. Корпорация «Кэнон» запустила новую линейку фотоаппаратуры Canon Cinema EOS, название которой говорит само за себя. В 2012 году одной из камер линейки стал Canon EOS-1D C, специально предназначенный для киносъёмки с разрешением 4K. Высокое качество получаемого видео позволяет использовать его отдельные кадры в качестве полноценных фотографий. В свою очередь, некоторые фотографы начали использовать цифровые кинокамеры с разрешением 4К и выше для скоростной фотосъёмки сложных сцен.